# Philip Dowson
Philip Henry Manning Dowson (Sudafrica, 16 agosto 1924 – 22 agosto 2014) è stato un architetto britannico.

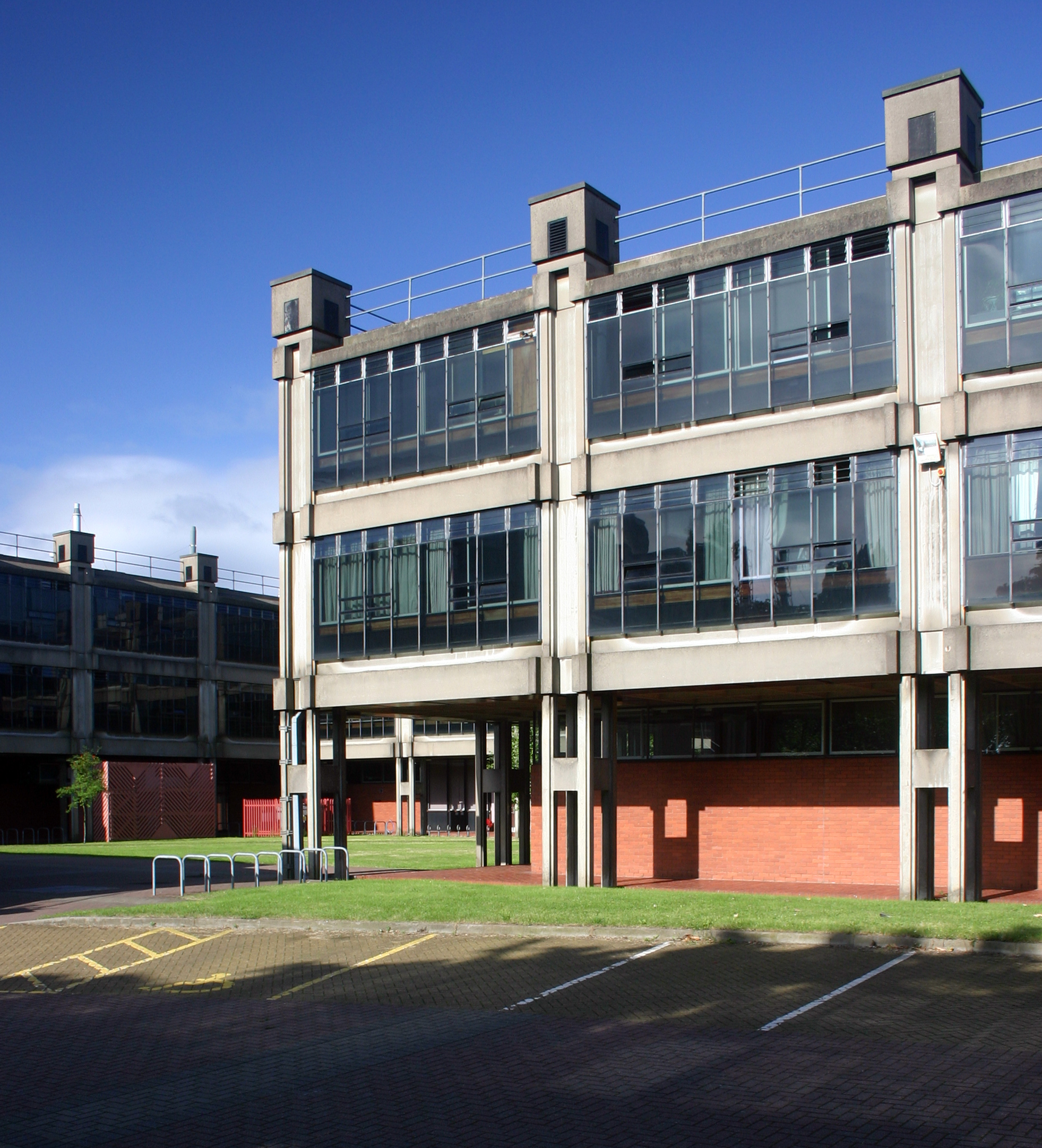
Il Metallurgy and Materials Building all'Università di Birmingham, progettato da Dowson presso l'Aruyp Associates.

Nel 1993 fu nominato presidente della Royal Academy of Arts, carica che mantenne fino al 1999, quando gli succedette Phillip King.

## Biografia
Dopo aver frequentato la Gresham's School di Holt, nel Norfolk, nel 1942 si iscrisse alla Facoltà di matematica dell'Università di Oxford, per la quale poco più tardi avrebbe progettato i blocchi delle case delle studente che si affacciano su Staverton Road (durante la Seconda Guerra Mondiale). Abbandonò al primo anno di frequenza per arruolarsi nella Royal Navy, dove rimase come ufficiale in servizio fino al '47.
Dal 1947 al 1950 studiò arte al Clare College di Cambridge, e, successivamente, all'Architectural Association School of Architecture di Londra. Tre anni dopo si mise in società con l'ingegner Ove Arup, col quale fondò l'Arup Associates, futuro gruppo Arup, del quale divenne partner senior e direttore dell'area architetturale. Firmò il progetto dei nuovi edifici di Oxford e Cambridge, fra i numerosi vari altri complessi da lui ideati.
Morì il 22 agosto 2014, all'età di 90 anni.

## Premi e riconoscimenti
- 1969: commendatore dell'Ordine dell'Impero Britannico[4];
- 1980: Knight Bachelor;
- 1981: eletto membro della Royal Academy of Arts[7];
- 1981: Royal Gold Medal della Royal Institute of British Architects[7];
- 1993: presidente della  Royal Academy of Arts[7].

Dowson fu anche nominato membro del comitato di fiduciari della National Portrait Gallery di Londra.